# Aneflomorpha longispina
Aneflomorpha longispina is een keversoort uit de familie van de boktorren (Cerambycidae). De wetenschappelijke naam van de soort werd voor het eerst geldig gepubliceerd in 2005 door Chemsak & Noguera.